# Fissistigma bicolor
Fissistigma bicolor (Roxb.) Merr. – gatunek rośliny z rodziny flaszowcowatych (Annonaceae Juss.). Występuje naturalnie w Mjanmie oraz Indiach (w stanach Bengal Zachodni, Sikkim, Arunachal Pradesh, Asam, Nagaland, Manipur i Meghalaya), a według niektórych źródeł także w Wietnamie i Indonezji. 

## Morfologia
PokrójZimozielone i zdrewniałe liany. Młode pędy są owłosione.
LiścieMają kształt od podłużnego do podłużnie eliptycznego. Mierzą 10–18 cm długości oraz 4–8 cm szerokości. Są owłosione od spodu. Nasada liścia jest zaokrąglona. Blaszka liściowa jest o tępym lub spiczastym wierzchołku. Ogonek liściowy jest owłosiony i dorasta do 6–13 mm długości.
KwiatySą pojedyncze lub zebrane w wierzchotki, rozwijają się w kątach pędów. Działki kielicha mają owalny kształt, są owłosione od wewnętrznej strony i dorastają do 5–8 mm długości. Płatki mają odwrotnie lancetowaty kształt i osiągają do 18–20 mm długości. Kwiaty mają owłosione słupki o podłużnym kształcie i długości 1–3 mm.
OwoceZebrane w owoc zbiorowy o kulistym kształcie. Są omszone. Osiągają 20–30 mm długości.

## Biologia i ekologia
Rośnie w wiecznie zielonych lasach. Kwitnie od marca do kwietnia, natomiast owoce pojawiają się od sierpnia do października.